# グルメを料理する十の方法
『グルメを料理する十の方法』（グルメをりょうりするじゅうのほうほう）は、栗本薫によるミステリ小説。

## 概要
レストランを舞台として起こった殺人事件の謎に、驚異の胃袋を持つ大食の女性コンビが挑むミステリ。1987年にはテレビドラマ化された。
『EQ』1986年11月号に一挙掲載されたのち、同年12月25日にカッパ・ノベルス（光文社）（ISBN 4-334-02678-8）から刊行された。のち、1996年5月20日に光文社文庫版（ISBN 4-334-72224-5）が刊行されている。表紙は、ノベルズ版を杉本典巳、文庫版を石倉ヒロユキが担当している。

## あらすじ
美人で細身のテキスタイル・デザイナー鮎川えりかと、百キロをゆうに超える巨体を誇る女性・小林アザミは、グルメにしてグルマンであるという親友同士。二人は最低でも週に二回はともに高級レストランに出かけては、美食と大食と赤裸々な会話を楽しんでいた。
そんなある夜、いつものように二人で訪れたイタリアレストランで、男が毒殺されるという事件を目撃した。同時に、その男とともに食事をしていた美食評論家・沢崎豊の姿が消えていたことに二人は気づいた。
その奇妙な謎に好奇心をかきたてられた二人は、せっかくの食事を邪魔された腹立ちもあって、にわか探偵として事件の謎を追い始めた。

## 主要な登場人物
鮎川えりか
テキスタイル・デザイナー。24歳。163cm、50kg。いくら食べても太らない体質のグルメにしてグルマン。大学時代にある事件を通して小林アザミと知り合い、意気投合した。
小林アザミ
100kgをはるかに超える体格を誇る女性。年齢不詳（推定30～40代）。いつも派手な服装に派手なアクセサリーの金持ちで、鮎川えりかをグルメの道に引き込んだ張本人。
沢崎豊
グルメ評論家。40代。立派なひげとめがねがトレードマーク。
篠原進
フリーのルポライター。沢崎とともに食事中に殺害された。
玉本正浩
グルメ評論家。四人の子持ち。
有栖川由紀
美人女優。沢崎と玉本とは三角関係めいた関係にあったらしい。
石井
キャリア30年のベテラン部長刑事。事件を担当。
高倉ケンジ
長身、二枚目の若手刑事。事件を担当。

## テレビドラマ
1987年7月28日に日本テレビ系列「火曜サスペンス劇場」枠にて放送。
キャスト
- 浅野ゆう子
- 春川ますみ
- 羽賀研二
- なべおさみ

スタッフ
- 脚本：金子裕
- 監督：西村昭五郎
- 製作：日本テレビ、円谷プロダクション
- テーマ曲：岩崎宏美『夜のてのひら』